# 호지지우

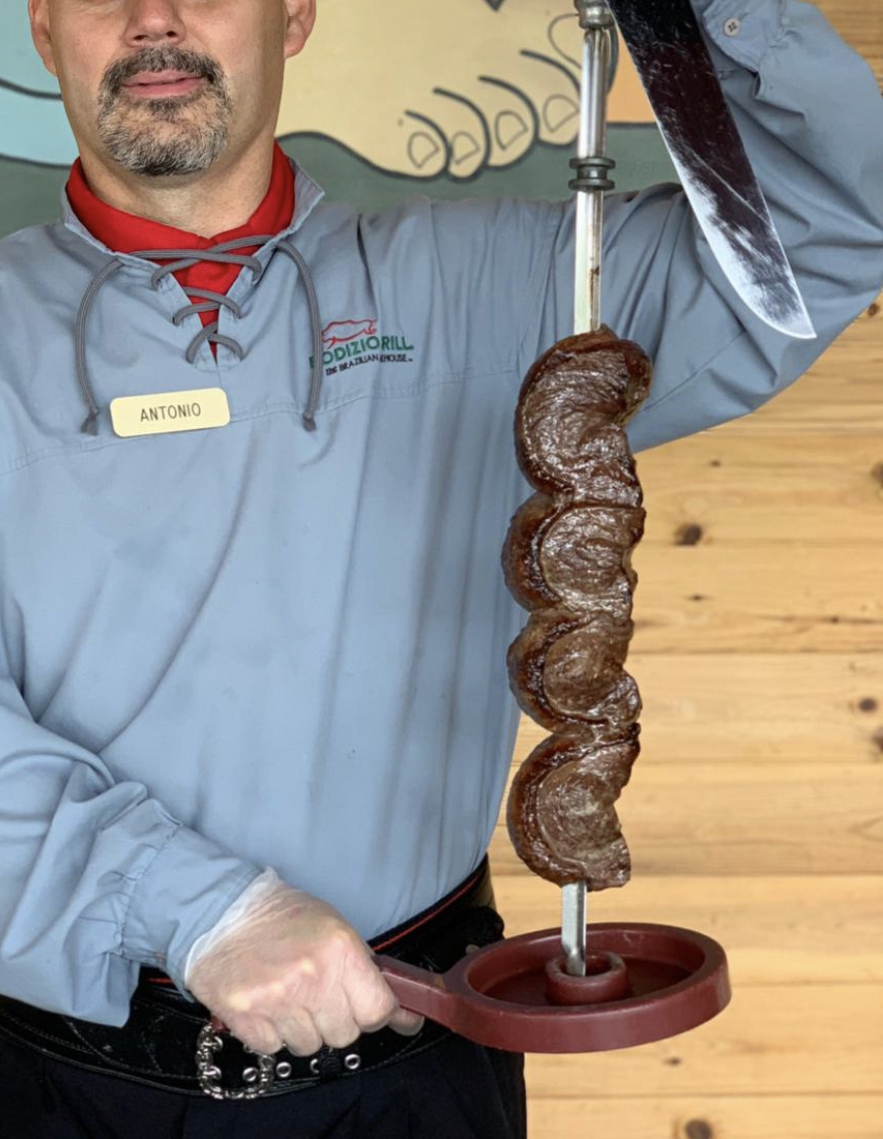
슈하스카리아의 웨이터가 호지지우 방식으로 고기를 내는 모습.

호지지우(브라질 포르투갈어: rodízio)는 브라질의 슈하스카리아 등에서 음식을 내는 방식이다. 웨이터가 꼬치구이한 슈하스쿠 고기, 소시지, 파인애플 등을 들고 돌아다니며, 식사하는 사람들의 접시에 조금씩 썰어 주는 방식으로 서빙한다. 뷔페와 비슷하게 원하는 만큼 계속 먹을 수 있다.

## 같이 보기
- 뷔페